# Cornplanter

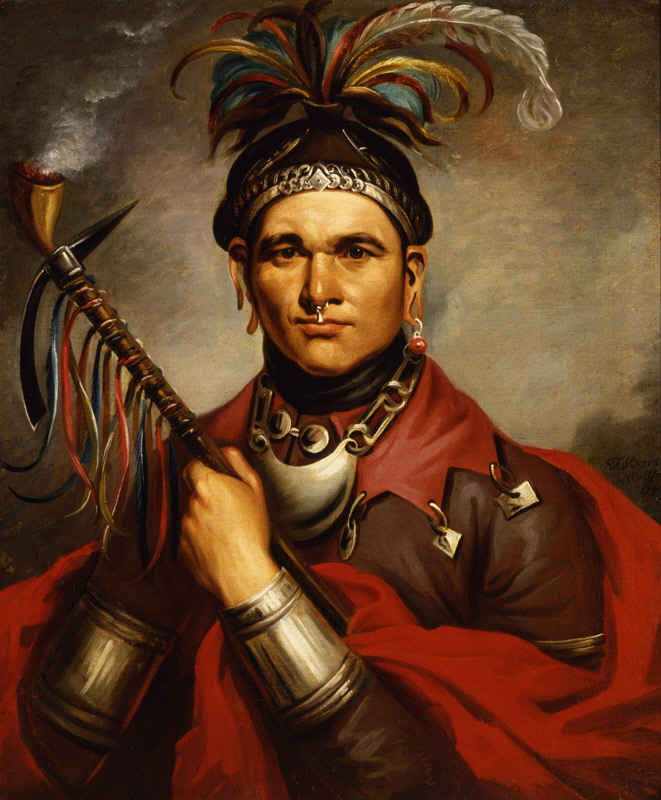
Cornplanter

Gaiänt'wakê (* um 1740 in Canawagus beim Genesee River; † 1836 bei Warren in Pennsylvania), allgemein bekannt als Cornplanter (Maispflanzer), war ein Häuptling der Seneca. Er war der Sohn einer indianischen Mutter und eines niederländischen Vaters und trug auch den Namen John O’Bail (manchmal auch „Abeel“ geschrieben) nach seinem Pelzhändlervater.

## Werdegang
Während der amerikanischen Revolution wollte er neutral bleiben, wurde aber vom Häuptling der Mohawk Thayendanegea der Feigheit bezichtigt. Daraufhin wurden er und der große Teil der Irokesenliga überzeugt, auf britischer Seite in den Unabhängigkeitskrieg einzutreten. Er war der stellvertretende Oberbefehlshaber nach Brant bei der Schlacht im Wyomingtal 1778, die auch als Massaker im Wyomingtal bekannt ist, da Frauen und Kinder skalpiert wurden. Er nahm auch am Feldzug im Cherry Valley 1780 teil, der später aus gleichem Grund als Massaker vom Cherry Valley bezeichnet wurde. Während dieses Feldzugs verbrannten seine Männer das Haus seines Vaters und töteten ihn beinahe. Cornplanter erkannte ihn, entschuldigte sich und bot ihm an, entweder zusammen mit ihm zu den Seneca zu kommen oder zu seiner weißen Familie zurückzukehren. Sein Vater wählte die zweite Alternative. Die Siege der Irokesen veranlassten den Kontinentalkongress, John Sullivan damit zu beauftragen, eine Expedition ins Irokesengebiet anzuführen, um eine weitere Bedrohung zu beenden. Nach einer kurzen und entscheidenden Niederlage der Irokesen und der sie begleitenden Briten bei Newtown zerstörte Sullivan systematisch irokesische Dörfer und Bauernhöfe im Sommer und Herbst 1779 in ganz Nord-New-York.
Nach der großen Niederlage der Irokesen während der Sullivan-Expedition und der Niederlage der Briten im Unabhängigkeitskrieg entschloss sich Cornplanter, für Frieden einzutreten. Er wurde Vermittler in Streitigkeiten zwischen amerikanischen Siedlern und den Indianern. Er war einer der Unterzeichner des Vertrages von Fort Stanwix 1784.
Er erlernte die Sitten des weißen Mannes und kam zu der Überzeugung, dass die Indianer sesshaft werden müssten, Ackerbau betreiben und friedlich leben müssten. Daher der Name Cornplanter.
Während der Indianerkriege in Ohio und Indiana gleich nach der Revolution gelang es Cornplanter, die Seneca zu überzeugen, neutral zu bleiben. Er versuchte im Auftrag der US-Regierung mit den Shawnee zu verhandeln. In dankbarer Anerkennung seiner Hilfe wurde Cornplanter und seinen Nachkommen „auf ewig“ ein Gebiet entlang des Allegheny River in Pennsylvania zugesprochen.
Er starb 1836 in hohem Alter auf seinen Ländereien. Im Jahr 1965 überflutete der neue Kinzua-Staudamm bei Warren seinen Grundbesitz. Sein Grab auf dem Land wurde auf höheres Gelände verlegt.
Cornplanter war der Halbbruder des Propheten Handsome Lake und der Onkel des Gouverneurs Blacksnake.